# 井口義也
井口 義也（いぐち よしや、1955年 - ）は日本の造園家で、一般財団法人都市みらい推進機構専務理事
。 東京大学工学部都市工学科を卒業後、日本の公園緑地行政に長くかかわる。岡山市助役、都市緑化技術開発機構研究第一部長、国営沖縄記念公園事務所長、一斑財団法人沖縄美ら島財団事務局長総合研究センター長・本部長兼事業戦略室長などを歴任。

## 参考
1. 1 2 3  第42回北村賞受賞者
2. ↑  第2回 コンパクトなまちづくり大賞 実施要領 - 日本建設業協会
3. ↑  第1回先進的まちづくり大賞 実施要領
4. ↑  理事会・評議員会 - 都市みらい推進機構
5. ↑  “国土交通省／人事異動”. 日本海事新聞 電子版. 2021年2月8日閲覧。
6. ↑  “岡山玉翠会だより”. www.gyokusui.com. 2021年2月8日閲覧。
7. ↑  資 料1 - 横浜市
8. ↑  広報 日造協 2006年8月10日 第389号
9. ↑  PDF 801 KB - 環境省
10. ↑  サンゴの移植 - 一般財団法人 沖縄美ら島財団
11. ↑  受賞作品 2014 - 国営沖縄記念公園